# Swietłana Ganuszkina
Swietłana Aleksiejewna Ganuszkina, ros. Светлана Алексеевна Ганнушкина (ur. 6 marca 1942) – rosyjska aktywistka, obrończyni praw człowieka, członkini stowarzyszenia Memoriał, wymieniana w gronie faworytów do Pokojowej Nagrody Nobla.

## Życiorys
W 1965 ukończyła studia na Wydziale Mechaniczno-Matematycznym Uniwersytetu Moskiewskiego. W latach 1970-1999 pracowała jako wykładowca matematyki w Rosyjskim Państwowym Instytucie Humanistycznym. Pod koniec lat 80. zaangażowała się w działalność humanitarną na rzecz uchodźców. W 1991 była jedną z założycielek Memoriału. Od lat 90. zajmowała się dokumentowaniem przypadków naruszania praw człowieka w Czeczenii.
W 2010 została uhonorowana francuską Legią Honorową. W 2016 uhonorowana nagrodą Right Livelihood Award „za wiele dekad pracy na rzecz promowania praw człowieka i sprawiedliwości dla uchodźców i przymusowych imigrantów oraz tolerancji między różnymi grupami etnicznymi”.